# Протитанкова гармата

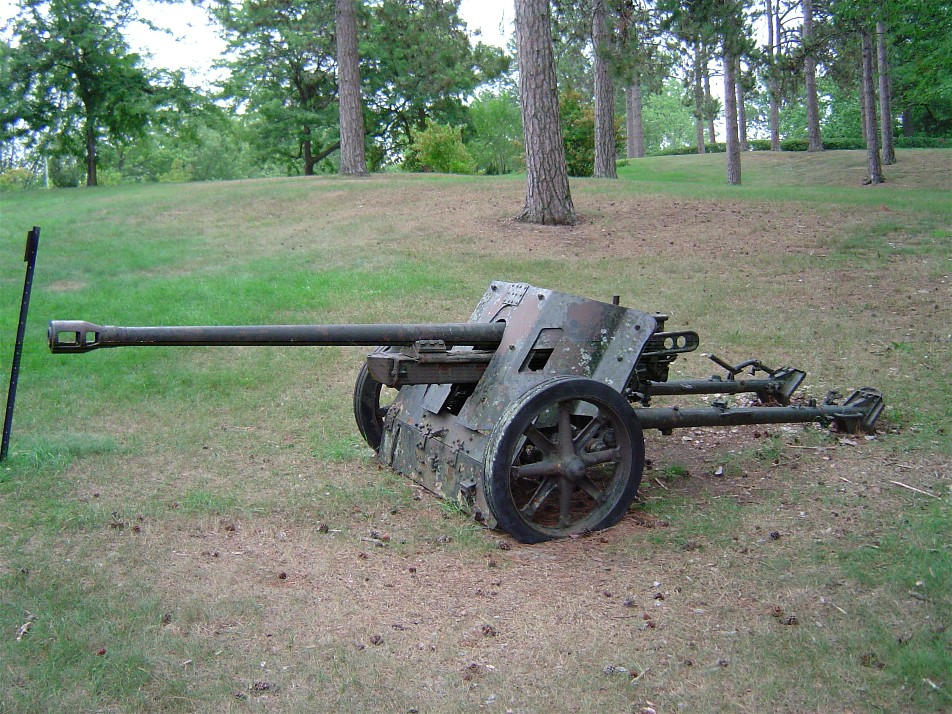
50-мм німецька протитанкова гармата 5 cm PaK 38

Британські десантники ведуть артилерійський вогонь з 57-мм британської протитанкової гармати QF 17 pounder. Голландська повітряно-десантна операція. 21 вересня 1944

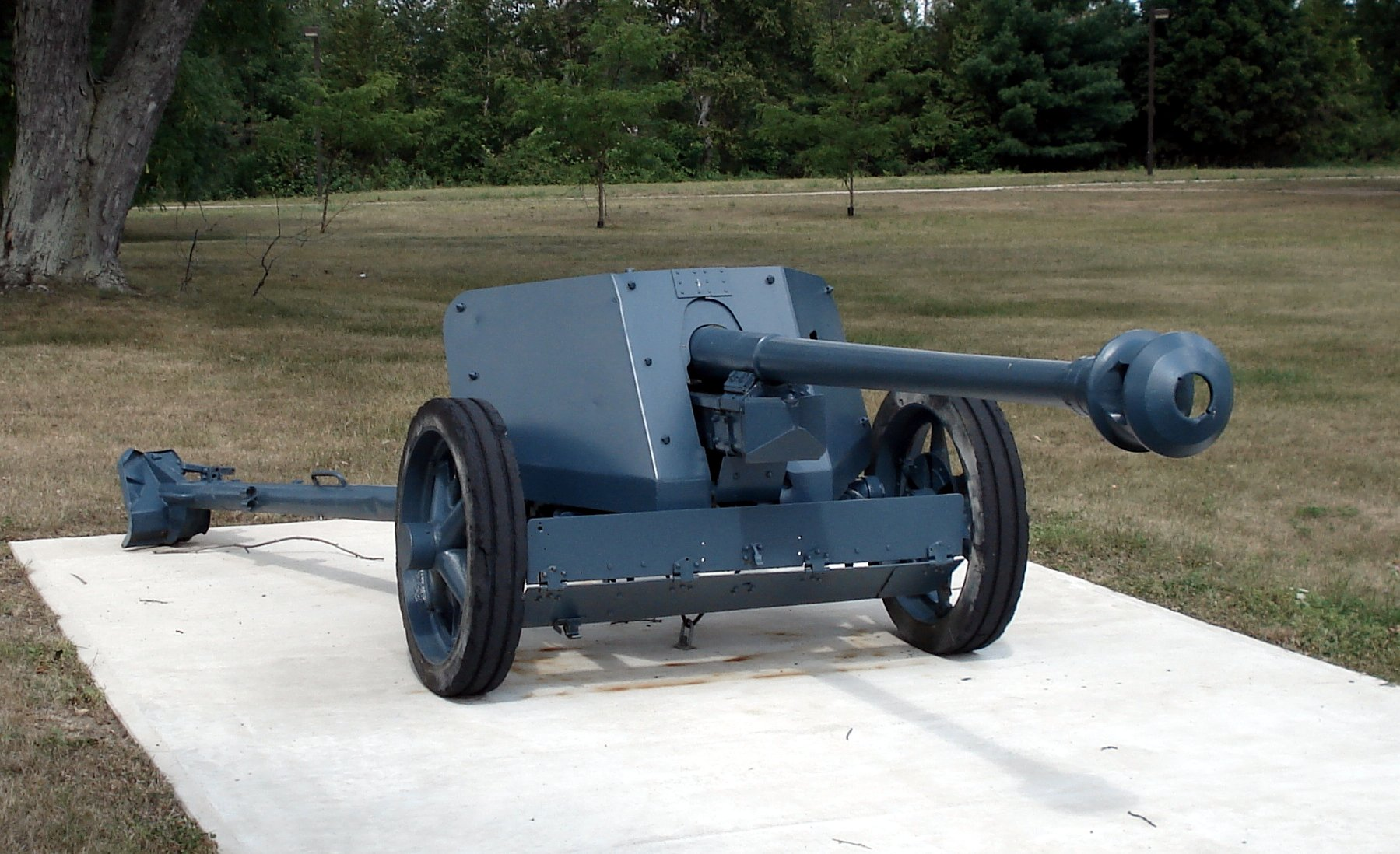
Німецька протитанкова гармата PaK 40 калібру 75 мм

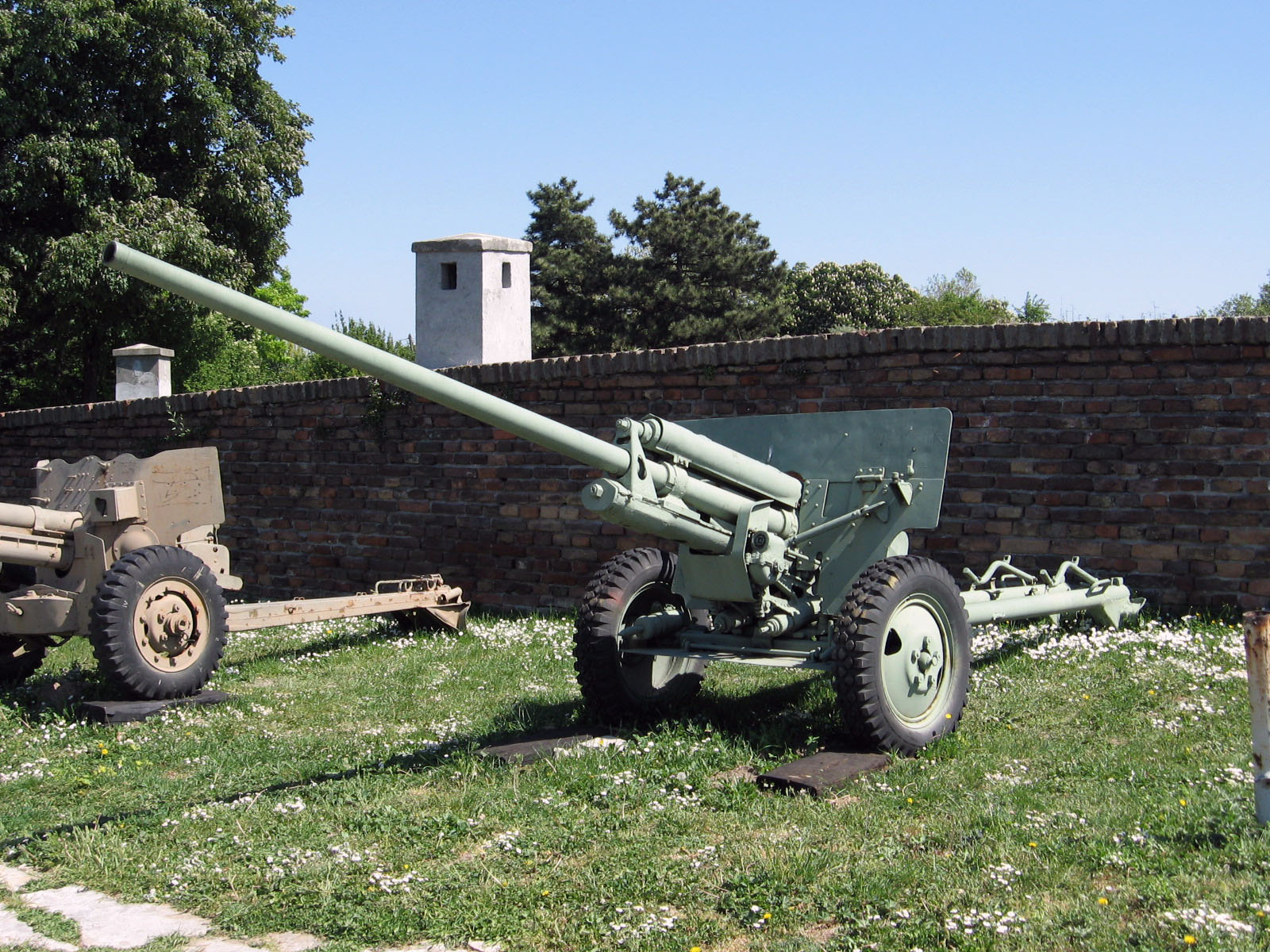
57-мм радянська протитанкова гармата зразка 1941 ЗІС-2-57

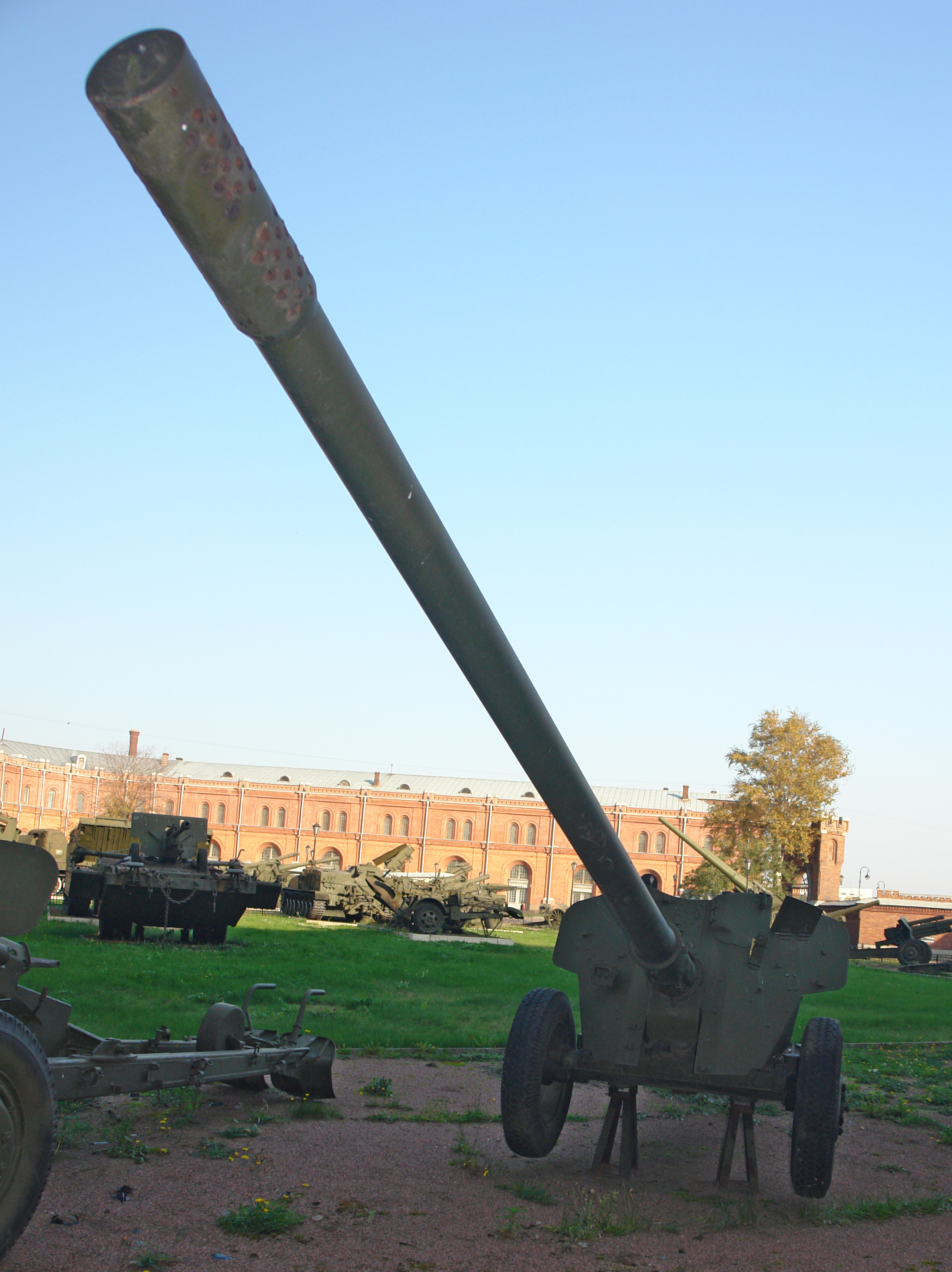
100-мм протитанкова гармата МТ-12 «Рапира»

Протита́нкова гарма́та — артилерійська система призначена для боротьби з бронетехнікою противника шляхом стрільби прямим наведенням. Здебільшого вона є довгоствольною гарматою з високою початковою швидкістю снаряду і невеликим кутом піднесення. До інших характерних особливостей протитанкової гармати належать унітарне заряджання і клиновий напівавтоматичний затвор, які сприяють максимальній скорострільності.

## Історія

### Перша світова війна
Ідея спеціалізованої протитанкової гармати виникла відразу ж після появи танків в Першій світовій війні в кайзерівської Німеччини. По ряду причин німцям не вдалося побудувати прототип такої гармати, але як протитанкові вони з успіхом використовували різні польові гармати.

### Інтербелум
У проміжку між двома світовими війнами в усіх провідних військово-промислових державах були розроблені ПТГ, що відповідають рівню розвитку танків того часу. Як правило, це були легкі напівавтоматичні гармати калібру 25-47 мм на лафетах з підресореним колісним ходом. Дуже часто колеса запозичувалися від комерційних зразків автомобільної або мотоциклетної техніки. Протитанкові гармати першого покоління були дешеві у виробництві і могли буксируватися без допомоги спеціалізованих артилерійських тягачів. Їх випускали в великих кількостях. Ці гармати надходили на озброєння як піхотних частин, так і спеціалізованих підрозділів протитанкової артилерії. Як правило, піхотний батальйон армій провідних держав того часу мав за штатом кілька легких ПТГ. Міць нового виду артилерії була наочно продемонстрована в ході збройних конфліктів другої половини 1930-х рр. Під час громадянської війни в Іспанії, зіткнень СРСР і Японії на Далекому Сході, радянсько-фінської війни 1939—1940 р. танки з противокульовою бронею були для цих гармат легкою здобиччю.

### Друга світова війна
Як наслідок, в передвоєнний період з'явилися нові конструкції танків з протиснарядним бронюванням, які були майже невразливі для ПТГ першого покоління. Найвідомішими прикладами довоєнних танків з протиснарядною бронею є французькі машини S-35 і Char B1, англійська «Матильда» і радянські Т-34 і КВ-1. Дві останні зіграли найважливішу роль як в еволюції конструкції танка, так і в розвитку протитанкової артилерії під час Другої світової війни. Для боротьби з бронезахистом ворожих танків, який все зростав, артилерійські конструктори всіх країн, які воювали, збільшили калібр своїх гармат і початкову швидкість снаряду; бронепробиття в порівнянні з гарматами першого покоління зросло у 5-10 разів. Однак платою за це стала сила віддачі від пострілу, яка також зросла, для гасіння якої довелося вводити потужніші пристрої противідкотів, дулове гальмо і посилити конструкцію лафета. В результаті у ПТГ неминуче зростали габарити і вага; це призводило до суттєвих ускладнень при маскуванні і погіршення мобільності. Якщо для транспортування ПТГ першого покоління було досить легких джипів, то для ПТГ кінця Другої світової війни були потрібні спеціалізований і досить потужний артилерійський тягач або самохідна база.

### Сучасність
Після Другої світової війни призначення ПТГ зменшилося в зв'язку з появою великої кількості нових протитанкових засобів некінетичного принципу дії. Однак на озброєнні країн СНД досі залишаються протитанкові гармати калібру 100 мм. Їх ефективність проти лобової броні сучасних основних бойових танків невелика, проте зараз основним їх тактичним застосуванням є стрільба в борт з близьких дистанцій. У цій якості вони здатні вразити будь-який сучасний танк. Крім того, протитанкові гармати вельми ефективні проти бойових машин піхоти, бронетранспортерів і самохідних артилерійських установок, які за своєю сумарною чисельністю навіть перевершують основні бойові танки в сучасних арміях. Як правило, сучасне ПТГ дорожче у виготовленні, ніж протитанковий ракетний комплекс; але на відміну від протитанкових ракет снаряди ПТГ практично не піддаються перехопленню. Крім того, сучасний бронебійний снаряд також може бути керованим або «інтелектуальним» боєприпасом. Прикладом такого керованого снаряда є «Кастет» розробки Тульського КБ приладобудування. Однак навіть «стародавні» боєприпаси 1940-1980-х рр. зберігають певне значення — вони дуже дешеві у виробництві і не можуть бути «обмануті» засобами радіоелектронної боротьби (РЕБ) противника. Тому у ПТГ нині[коли?] залишається своя ніша застосування, а з розвитком технології (подальше підвищення швидкості снарядів і падіння ефективності ракет через поліпшення засобів РЕБ) можливо їх повернення як основного засобу боротьби з танками.